# Municipio de Pocopson
El municipio de Pocopson (en inglés: Pocopson Township) es un municipio ubicado en el condado de Chester en el estado estadounidense de Pensilvania. En el año 2000 tenía una población de 3350 habitantes y una densidad poblacional de 156.1 personas por km².

## Geografía
El municipio de Pocopson se encuentra ubicado en las coordenadas 39°54′27″N 75°40′19″O / 39.90750, -75.67194.

## Demografía
Según la Oficina del Censo en 2000 los ingresos medios por hogar en la localidad eran de $98 215 y los ingresos medios por familia eran de $105 144. Los hombres tenían unos ingresos medios de $77 174 frente a los $42 500 para las mujeres. La renta per cápita de la localidad era de $51 883. Alrededor del 3,4% de la población estaba por debajo del umbral de pobreza.